# Daniel De Luce
Daniel De Luce (Yuma, 8 de junio de 1911-Escondido, 29 de enero de 2002) fue un periodista estadounidense quien trabajó para Associated Press de 1929 a 1976. Ganó el premio Pulitzer de reportajes telegráficos en 1944.

## Biografía
Nació el 8 de junio de 1911 en Yuma, Arizona. Después de graduarse de la preparatoria, se mudó a California para asistir a la Universidad del Estado, donde fue elegido miembro de Phi Beta Kappa.
Comenzó su carrera periodística en la oficina de Associated Press en Los Ángeles como empleado de oficina, donde trabajó entre 1929 y 1934. Posteriormente, pasó un año como miembro del personal de Los Angeles Examiner. Luego consiguió el puesto de reportero en Associated Press. En la primavera de 1939, Luce obtuvo su primera asignación internacional y se mudó a Budapest, donde comenzó a informar sobre los conflictos que llevaron a la Segunda Guerra Mundial.
Dejó su puesto en Budapest para cubrir el inicio de la invasión alemana de Polonia. Durante la guerra, cubrió la invasión italiana de Albania y la guerra greco-italiana, la retirada británica de Birmania, las campañas estadounidenses en el norte de África e Italia. También informó desde Túnez, Sicilia, Turquía y cruzó el cuello de Cap Bon para informar sobre las líneas de batalla alemanas en el norte de África. En 1944 ganó el premio Pulitzer de reportajes telegráficos (internacional) por su correspondencia sobre la resistencia partidista liderada por el mariscal Josip Broz Tito en Yugoslavia.
Informó sobre los juicios en Núremberg después de la Segunda Guerra Mundial. Después de cubrir la guerra árabe-israelí de 1948, se mudó a Europa para hacerse cargo de la oficina de Associated Press en Fráncfort. En 1956, regresó a Estados Unidos para trabajar en la oficina central de la agencia en Nueva York durante los siguientes veinte años. Después de jubilarse en 1976, Daniel De Luce se mudó con su familia a Escondido, California, donde murió a los 90 años en el Palomar Medical Center.